# Svenskt Travderby 2017
Svenskt Travderby 2017 var den 90:e upplagan av Svenskt Travderby, som gick av stapeln söndagen den 3 september 2017 på Jägersro i Malmö i Skåne län. Uttagningsloppen till finalen ägde rum den 23 augusti 2017 på Jägersro.
Finalen vanns av Cyber Lane, tränad och körd av Johan Untersteiner som med detta tog sin första Derbyseger. Ekipaget vann loppet från ledningen och vinnartiden skrevs till 1.12,3 över distansen 2640 meter med autostart, vilket var en tangering av Poochais löpningsrekord från 2014 års upplaga. Loppets förhandsfavorit var Rajesh Face, som imponerat stort i sitt uttagningslopp, men i finalen startgalopperade och slutade på delad femteplats.

## Upplägg och genomförande
I Svenskt Travderby deltar fyraåriga, svenskfödda varmblodiga travhästar. Kvalet till finalen görs drygt en vecka före via sex uttagningslopp, där de tolv travare som kommer på första- respektive andraplats i varje heat går vidare till finalen. Desto bättre placering i uttagningsloppet, desto tidigare får hästens tränare välja startspår inför finalen. Distansen i samtliga lopp är 2 640 meter med autostart. Den vinnande kusken och hästens ägare får traditionsenligt en gul derbykavaj i vinnarcirkeln.

## Finalen
| P  | S  | Häst               | Kusk               | Tränare            | Land    | Odds  | Tid     |
| -- | -- | ------------------ | ------------------ | ------------------ | ------- | ----- | ------- |
| 1  | 1  | Cyber Lane         | Johan Untersteiner | Johan Untersteiner | Sverige | 8,6   | 1.12,3  |
| 2  | 4  | Monark Newmen      | Fredrik Persson    | Fredrik Persson    | Sverige | 10,1  | 1.12,3  |
| 3  | 7  | Global Trustworthy | Jorma Kontio       | Timo Nurmos        | Sverige | 4,6   | 1.12,3  |
| 4  | 12 | Test Drive         | Björn Goop         | Stefan Melander    | Sverige | 45,2  | 1.12,4  |
| 5  | 3  | J.H.Mannerheim     | Erik Adielsson     | Johan Untersteiner | Sverige | 17,5  | 1.12,4  |
| 5  | 5  | Rajesh Face        | Lutfi Kolgjini     | Lutfi Kolgjini     | Sverige | 2,2   | 1.12,4g |
| 7  | 6  | Sobel Conway       | Peter Untersteiner | Peter Untersteiner | Sverige | 40,4  | 1.12,5  |
| 8  | 2  | Policy of Truth    | Ulf Ohlsson        | Reijo Liljendahl   | Sverige | 9,5   | 1.12,5  |
| 9  | 9  | Gareth Boko        | Conrad Lugauer     | Conrad Lugauer     | Sverige | 9,8   | 1.12,5  |
| 10 | 11 | Niky Flax          | Peter Ingves       | Johan Untersteiner | Sverige | 100,7 | 1.12,5  |
| 11 | 8  | Racing Mange       | Joakim Lövgren     | Joakim Lövgren     | Sverige | 76,1  | 1.12,5  |
| 12 | 10 | Uppohoppa          | Örjan Kihlström    | Pasi Aikio         | Sverige | 27,3  | 1.13,1  |